# Per Gahrton

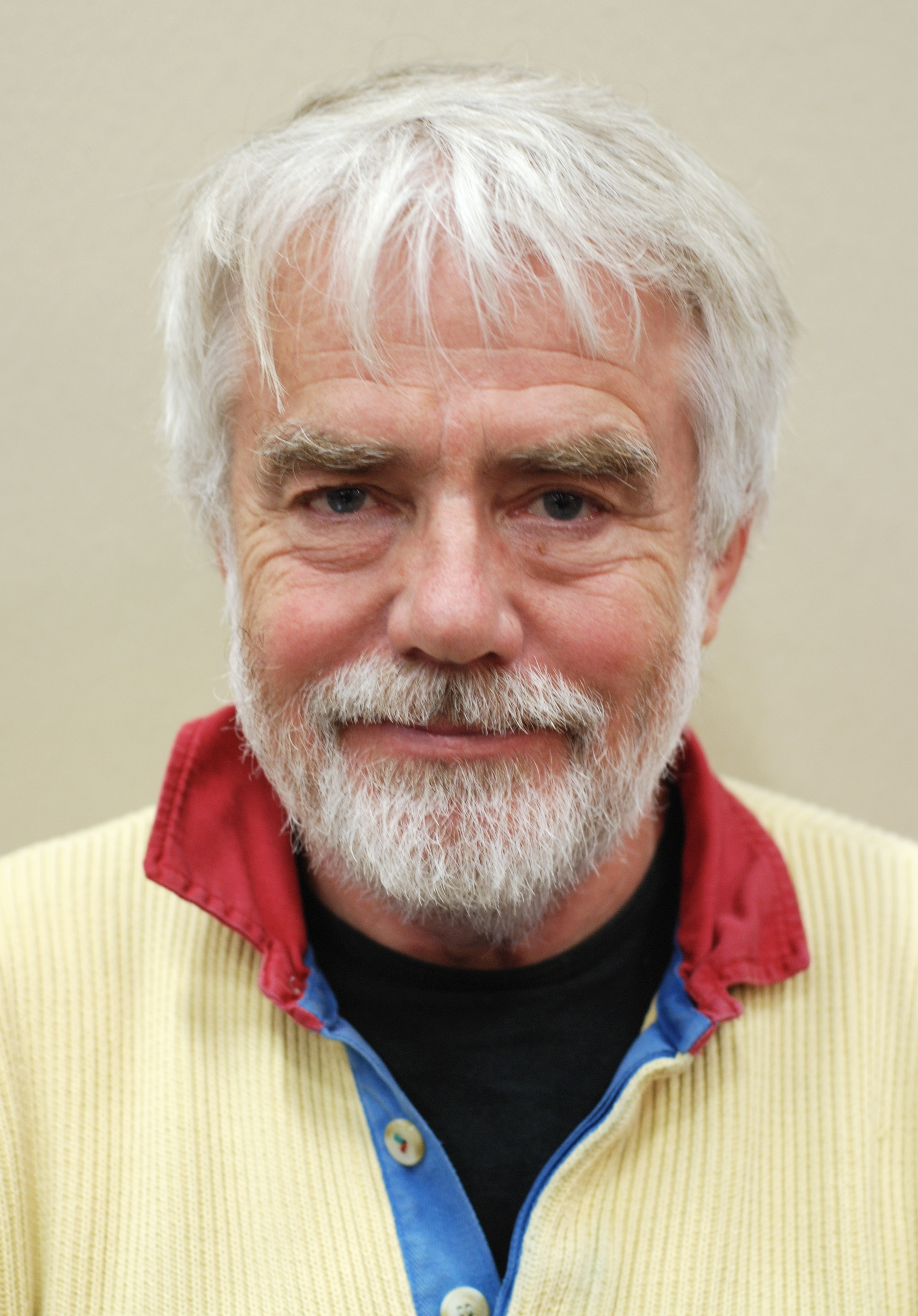
Per Gahrton

Per Gahrton (* 2. Februar 1943 in Malmö; † 19. September 2023) war ein schwedischer Politiker der Miljöpartiet de Gröna.

## Leben
Per Gahrton studierte Soziologie und schloss mit einem Doktortitel ab. Von 1976 bis 1979 saß er für die liberale Volkspartei als Abgeordneter im schwedischen Reichstag.
Nach seinem Ausscheiden aus dem Parlament verließ er die Volkspartei und wurde 1981 zu einem Mitbegründer der schwedischen Grünen. Von 1984 bis 1985 wirkte er als einer von zwei Parteisprechern. 1988–1991 und erneut 1994–1995 saß er als Abgeordneter für die Grünen im Reichstag. Von 1995 bis 2004 gehörte er dem Europaparlament an.
Seit 2004 war Gahrton Vorsitzender der pro-palästinensischen Solidaritätsbewegung Palestinagrupperna i Sverige.